# هیو مک کاچن
هیو مک کاچن (انگلیسی: Hugh McCutcheon) (زاده ۱۳ اکتبر ۱۹۶۹ در کرایست‌چرچ نیوزیلند) بازیکن سابق و مربی فعلی والیبال اهل نیوزلند، سرمربی سابق تیم‌های ملی والیبال مردان و زنان ایالات متحده آمریکا است. هیو در حال حاضر هدایت تیم دانشگاه مینه‌سوتا را بر عهده دارد. مک کاچن سابقه بازی در تیم‌های ملی و جوانان نیوزلند را در کارنامه دارد و در هاکی و والیبال ساحلی نیز سوابقی دارد. وی با تیم ملی آمریکا قهرمانی در لیگ جهانی و مدال طلا المپیک ۲۰۰۸ را به دست آورده است و در المپیک ۲۰۱۲ با تیم ملی زنان آمریکا به نقره مدال نقره دست یافت.از وی به عنوان یکی از تئوریسین های بزرگ والیبال یاد می شود.